# Diözesanbischof

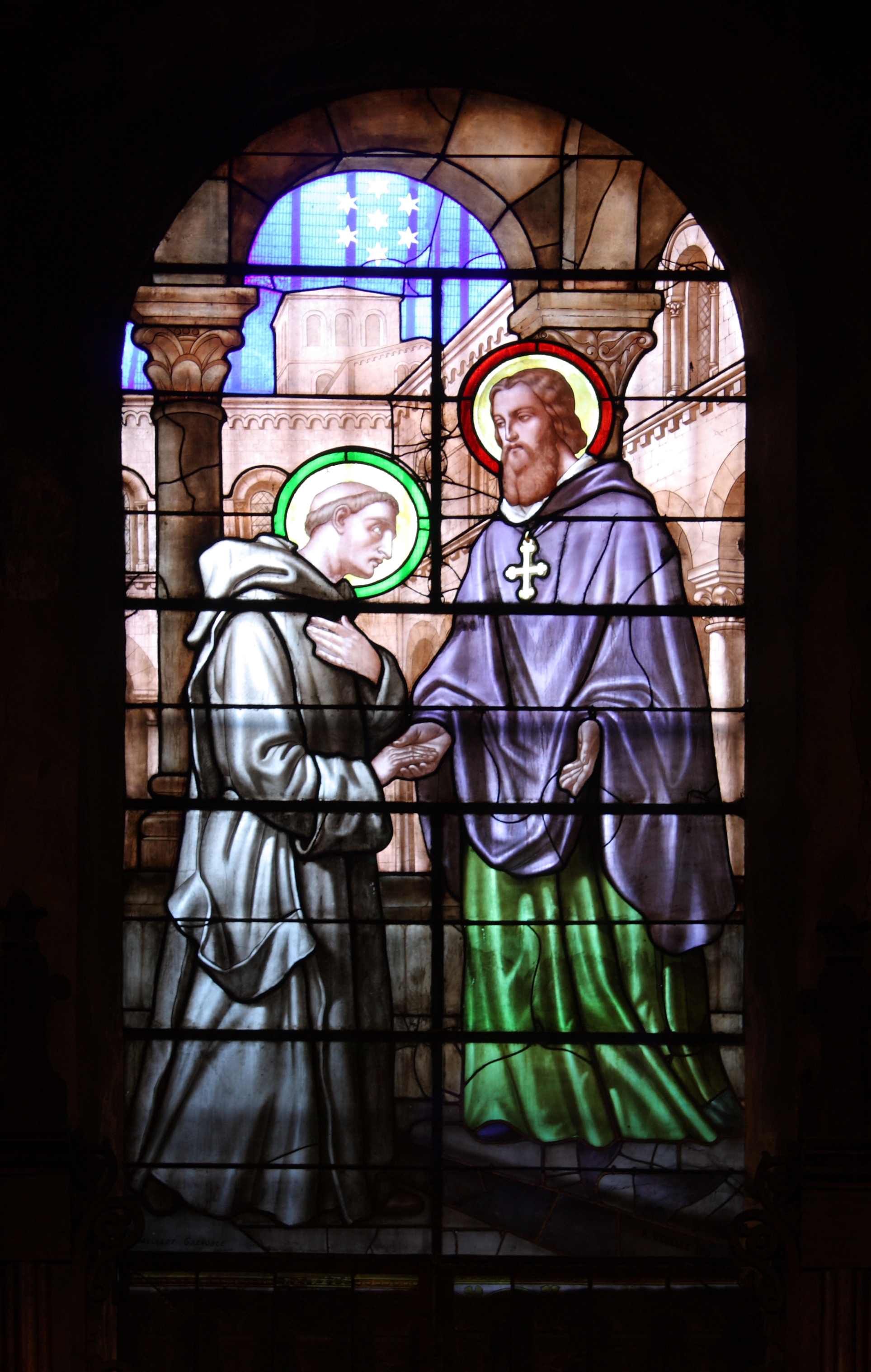
Der hl. Hugo, seinerzeit Bischof von Grenoble, empfängt den hl. Bruno, den Gründer des Kartäuserordens. Glasfenster in der Kathedrale Unserer Lieben Frau in Grenoble.

Der Begriff Diözesanbischof wird in Kirchen mit episkopalen Kirchenordnungen verwendet, um einen Bischof, der Vorsteher einer Diözese (Bistum) ist, von den übrigen Bischöfen (Titularbischof, Weihbischof) zu unterscheiden. Der Diözesanbischof ist Ordinarius einer Ortskirche und wird demgemäß insbesondere im kanonischen Recht auch Ortsbischof (Ortsordinarius) genannt.

## Geschichte
In der Ausformung der Ämter in der Kirche entwickelte sich das Amt des Bischofs seit Beginn des 2. Jahrhunderts im Sinn des Monepiskopats, worauf die Briefe des Ignatius von Antiochien (um 110) erstmals hinweisen. Der Bischof nahm nach diesem Modell eine Stellung in der Teilkirche ein, die ihm als Vertreter Gottes, Vater der Gemeinde und in der Verantwortung des Hirten in der Nachfolge der Apostel eine monarchische Stellung zuwies. Die Entwicklung und Durchsetzung des Monepiskopats war zu Beginn des 3. Jahrhunderts abgeschlossen. Durch den einen Bischof, dem die Leitung der Eucharistiefeier zukam, wurde die Leitung aller Vollzüge des kirchlichen Lebens derart sichergestellt, dass die Überlieferung des Glaubensschatzes in der Tradition der Apostel und die Einheit der Gemeinde gewahrt wurde. Die absolute Stellung des Bischofs im Sinne des Monepiskopats wurde im Mittelalter einerseits zum Ausgangspunkt von Auseinandersetzungen um die Besetzung der Bischofsstühle (besonders zugespitzt im Investiturstreit); andererseits erfuhr sie eine Schwächung durch die theologische Aufwertung des Priesteramtes. Trotz der nun auch dem Priester zukommenden Leitung der Eucharistie blieb das Bischofsamt als Würde und Leitungsfunktion jedoch unangetastet. Die Rolle des Bischofs als oberster Hirte, Lehrer und Priester wurde für die römisch-katholische Kirche auf dem Zweiten Vatikanischen Konzil bestätigt und der Zusammenhang zwischen sakramentaler Begründung und rechtlicher Stellung des Bischofsamtes erneut formuliert. Demnach sind Bischofsweihe und Bischofsamt grundsätzlich auf die Leitung einer Teilkirche ausgerichtet, der ein Diözesanbischof vorsteht. Diese Verbindung wird bei den Titularbischöfen wenigstens symbolisch durch die Zuweisung eines untergegangenen Bistums als Titularsitz aufrechterhalten.

## Rechtliche Stellung
Der Diözesanbischof hat die „ordentliche, eigenberechtigte und unmittelbare Gewalt […], die zur Ausübung seines Hirtendienstes erforderlich ist; ausgenommen ist, was von Rechts wegen oder aufgrund einer Anordnung des Papstes der höchsten oder einer anderen kirchlichen Autorität vorbehalten ist“ (381  CIC). Der Diözesanbischof übernimmt diese Gewalt nicht mit der Ernennung durch den Papst, sondern mit der kanonischen Besitzergreifung der Diözese (382  CIC). Dies geschieht, indem er in eigener Person oder durch einen Vertreter dem Konsultorenkollegium des Bistums das Apostolische Schreiben bezüglich seiner Ernennung vorzeigt (CIC can 382 § 3). Von diesem Zeitpunkt an hat er das Recht und auch die Pflicht, entsprechend den rechtlichen Bestimmungen des kanonischen Rechts die gesetzgebende, verwaltende und richterliche Gewalt in seinem Bistum auszuüben. Dabei obliegt die Gesetzgebung dem Diözesanbischof selbst, während er die Verwaltung üblicherweise an den Generalvikar oder Bischofsvikare und die Rechtsprechung an den Offizial delegiert (391  CIC). Mit Vollendung des 75. Lebensjahres oder wenn er aus gesundheitlichen oder anderen Gründen seine Aufgabe nicht mehr erfüllen kann, ist der Diözesanbischof – ebenso wie alle anderen Ordinarien – gehalten, dem Papst seinen Rücktritt anzubieten (401  CIC).

## Aufgaben
Als Hirte hat sich der Diözesanbischof insbesondere um das Heil der Gläubigen zu sorgen, unabhängig von deren Alter und Stand. Dabei wird von ihm ökumenische Offenheit gegenüber Christen anderer Konfessionen und den Nichtgetauften gefordert (383  CIC). Seine besondere Zuwendung hat den Priestern als seinen Mitarbeitern zu gelten, außerdem hat er die Berufungspastoral wahrzunehmen (386-386  CIC).
Als oberster Lehrer seiner Diözese hat er für die Verkündigung des Glaubens zu sorgen und sich als Priester um die „Heiligung der Gläubigen“ zu sorgen. An allen Sonn- und Feiertagen hat er für seine Diözesanen die Heilige Messe zu feiern (Applikationspflicht) (388  CIC).
Im Rahmen der Visitationspflicht hat der Diözesanbischof innerhalb von fünf Jahren seine Diözese zu visitieren (396  CIC), seinen Wohnsitz in der Diözese zu haben (Residenzpflicht) (395-398  CIC) und dem Papst im Rahmen der Ad-limina-Besuche Bericht zu erstatten (399  CIC).

## Sonstiges
Der Diözesanbischof hat in seiner Diözese das uneingeschränkte Recht zum Gebrauch und zur Ausübung der Pontifikalien (390  CIC). Er hat eine Kathedra und wird in allen Heiligen Messen im Canon Missae genannt. Die Regelungen für die römisch-katholische Kirche gelten analog für die Katholischen Ostkirchen, die orthodoxen und orientalisch-orthodoxen Kirchen sowie andere episkopale Kirchen nach deren jeweiligen Rechtsnormen.
Diözesan- und Weihbischöfe stehen von der Weihe her auf gleicher Stufe miteinander. Beide können als Bischöfe dieselben Weihehandlungen ausführen. Weihbischöfe sind allerdings ihren jeweiligen Diözesanbischöfen untergeordnet und handeln nach deren rechtlicher Weisung.
In der Regel schließen sich alle Bischöfe eines Landes zu einer Bischofskonferenz zusammen, in der sie praktische Fragen der seelsorglichen Zusammenarbeit besprechen und ihr Handeln aufeinander abstimmen.
Ein Bischof in der römisch-katholischen Kirche ist entweder Diözesanbischof oder Titularbischof (376  CIC). Ein Titularbischof ist ein Bischof ohne Jurisdiktion, das heißt, er leitet keine Diözese; stattdessen arbeitet er im diplomatischen Dienst, in der römischen Kurie, oder er hilft als Weihbischof einem Diözesanbischof bei der Leitung der Diözese.